# Mihkel Ainsalu
Mihkel Ainsalu (Tartu, 1996. március 8. –) észt válogatott labdarúgó, a Flora játékosa.

## Pályafutása

### Klubcsapatokban
Az Operi JK és a Nõmme Kalju korosztályos csapataiban nevelkedett, majd az utóbbiban lett profi játékos. 2013. július 20-án mutatkozott be az élvonalban a Tammeka ellen. 2015-ös szezontól a Flora játékosa lett és március 21-én a Sillamäe Kalev ellen be is mutatkozott. Április 18-án első gólját is megszerezte a Pärnu elleni bajnoki mérkőzésen.

### A válogatottban
Végigjárta a korosztályos válogatottakat. 2017. november 13-án Vanuatu elleni barátságos mérkőzésen debütált a felnőtt válogatottban.

## Sikerei, díjai
- Nõmme Kalju II
  - Esiliiga B: 2013
- Flora
  - Meistriliiga: 2015, 2017
  - Észt kupa: 2015–16
  - Észt szuperkupa: 2016